# Municipio de Webster (Carolina del Norte)
Webster Township es una subdivisión territorial del condado de Jackson, Carolina del Norte, Estados Unidos. Según el censo de 2020, tiene una población de 2923 habitantes.
Es una subdivisión exclusivamente geográfica, por cuanto el estado de Carolina del Norte no utiliza la herramienta de los townships como municipios.

## Geografía
La subdivisión está ubicada en las coordenadas 35°19′57″N 83°13′27″O / 35.33250, -83.22417 (35.332457, -83.224033).